# حسینیه (فلسطین)
حسینیه (به عربی: الحسینیة) روستایی فلسطینی، واقع در ۱۱ کیلومتری شمال شرق صفد بود.